# مارتن فلاد
يوهان مارتن فلاد (بالإنجليزية: Johann Martin Flad 1831 - 1915) هو مبشّر ألماني، عمل في إثيوبيا لمدة 60 سنة للتبشير بالديانة المسيحية أوساط اليهود الإثيوبيين.
ولد فلاد سنة 1831 في بلدة ايدينجان ("Üdingen") غرب ألمانيا، بدأ في دراسة الدعوة إلى المسيحية في كنيسة «كريشوناه المقدّسة» في بازل في سويسرا. في بادئ الأمر كان ضمن وفد دخل إثيوبيا سنة 1855، وقد رافق الوفد المبشّر لودفيغ كرابف، والذي أرسله من القدس الأسقف الإنجليزي صموئيل غوبات إلى امبراطور إثيوبيا ثرودوكس الثاني، بهدف مواصلة النشاط التبشيري في إثيوبيا الذي بدأه غوبات منذ سنة 1826 وحتى طرده في سنة 1838 مع جميع المبشرين الآخرين.
في الفترة مابين 1861-1915 كان يعمل في صفوف الجماعة اللندنية لدعوة يهود إثيوبيا التي عملت حوالي أربع سنوات في محاولة دعوة بيتا إسرائيل إلى المسيحية. في ذلك الوقت أسس فلاد وأعوانه مدرسة تدعو للنصرانية بالقرب من جوندار عام 1856 وفي عام 1861 أقاموا مركز للتبشير بالمسيحية في جانداه التي تقع على الشاطئ الشمالي لبحيرة تانا.
أدخل امبراطور إثيوبيا فلاد -والذي كان يعمل أوساط بيتا إسرائيل طوال أربع سنوات والذي حضي بنجاح باهر حينها- ادخله ثرودوكس الثاني السجن. كانت بعض أعمال فلاد هي ترجمة العهد القديم إلى اللغة الأمهرية وإلقاء المحاضرات في المراكز المسيحية الإثيوبية. وأيضا مذكراته الشخصية التي كانت مع زوجته هي مصدر الفائدة ولا تُنسى مهمته العسكرية البريطانية. كما عمل فلاد مُراسل بين امبراطور إثيوبيا وحاكم مصر. وكذلك كان وسيطاً لملكة بريطانيا فيكتوريا بين امبراطور إثيوبيا وبين قائد الوفد البريطاني عام 1868.
خلال رحلاته بين إثيوبيا وأوروبا أتى فلاد بوثائق أدبية مليئة بحس اللغة الأمهرية، فضلا عن عمل المبشرين الذي اجتاح إثيوبيا في ذلك الوقت وقبله.

## اقرأ المزيد
- יוהאן מרטין פלאד, הפלאשים (היהודים) מחבש (بالإنجليزية).
- יוהאן מרטין פלאד, תאור קצר של הפלאשים והקמנטים בחבש (بالإنجليزية).
- יוהאן מרטין פלאד, שישים שנות שליחות לפלאשים בחבש (بالألمانية).